# Alucita myriodesma
Alucita myriodesma là một loài bướm đêm thuộc họ Alucitidae. Loài này có ở Mozambique.